# 阿斯克新城
阿斯克新城（法語：Villeneuve-d'Ascq，法語發音：[vilnœv dask]），法国北部城市，上法兰西大区诺尔省的一个市镇，隶属于里尔区，其市镇面积为27.5平方公里，2022年1月1日时人口数量为62,342人，是该省人口第五多的市镇，在法国城市中排名第90位。
阿斯克新城位于诺尔省中部，里尔市区以东，通过两条地铁线与里尔市区连接。阿斯克新城建成于1970年，由三个市镇合并而成，是法国的九个新城之一，现已发展成为法国北部重要的经济中心，欧尚、迪卡侬等数十家大型企业的总部设于其境内；阿斯克新城也是里尔城市区的重要组成部分，境内建有科学城、医院、商业中心、交通枢纽站及多处现代居民区。里尔中央理工学院、里尔都会现代艺术博物馆以及里尔足球俱乐部的主场皮埃尔·莫鲁瓦球场均位于阿斯克新城。

## 地名来源
“阿斯克”一名最初出现于1164年，以“Asch”的形式记载于图尔奈主教的手记当中，其名称可能来源于古弗拉芒语“Ask”，意为“橡树”。

## 历史

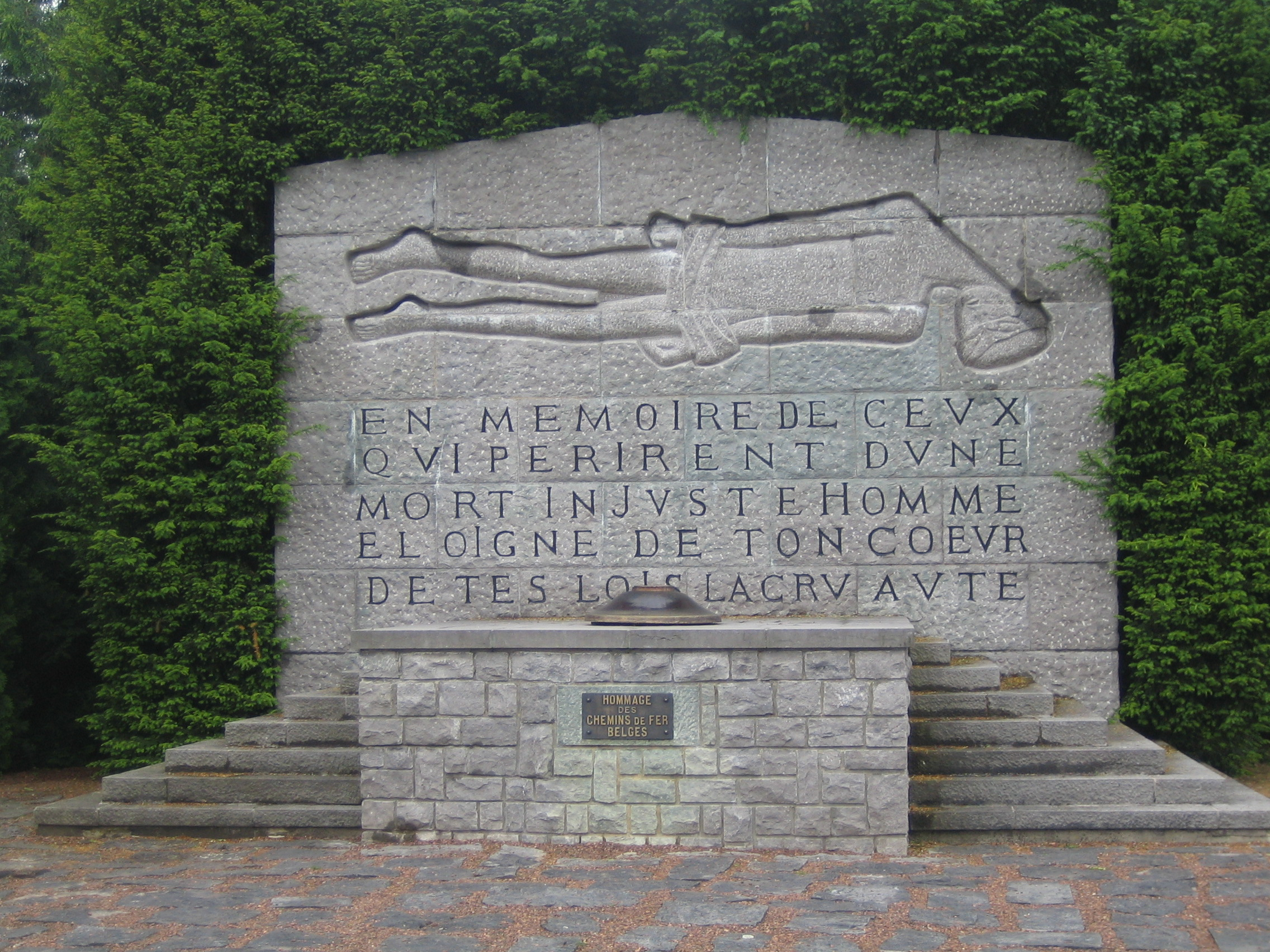
阿斯克大屠杀纪念碑

阿斯克新城成立于1970年2月25日，由阿纳普、阿斯克和弗莱尔斯莱里尔三个市镇合并而成，彼时，法国正处于黄金三十年期间，各主要城市的人口数量快速增加，法国政府在里尔市区东部布局修建大型居民区，以缓解住房危机，阿斯克新城由此诞生。
在组成阿斯克新城的三个市镇中，阿斯克在工业革命时期已形成一个小规模的城镇，第二次世界大战期间，纳粹德军占领了此地，武装党卫队于1944年4月1日对当地居民进行了大屠杀，造成86名平民遇难，此案引发了法国人民巨大的愤慨。战后，当地每年进行纪念活动。阿纳普及弗莱尔斯莱里尔则长期为里尔附近的普通村落，自20世纪50年代起出现了大批现代居民区，至1968年，两地人口数量均超过一万。
20世纪70年代，阿斯克新城出现了越来越多的生活配套设施，包括学校和各类商业购物中心。1983年，途径阿斯克新城的里尔地铁1号线建成运行。2012年，阿斯克新城境内的皮埃尔·莫鲁瓦球场建成，成为法国北部规模最大的体育设施之一。

## 地理

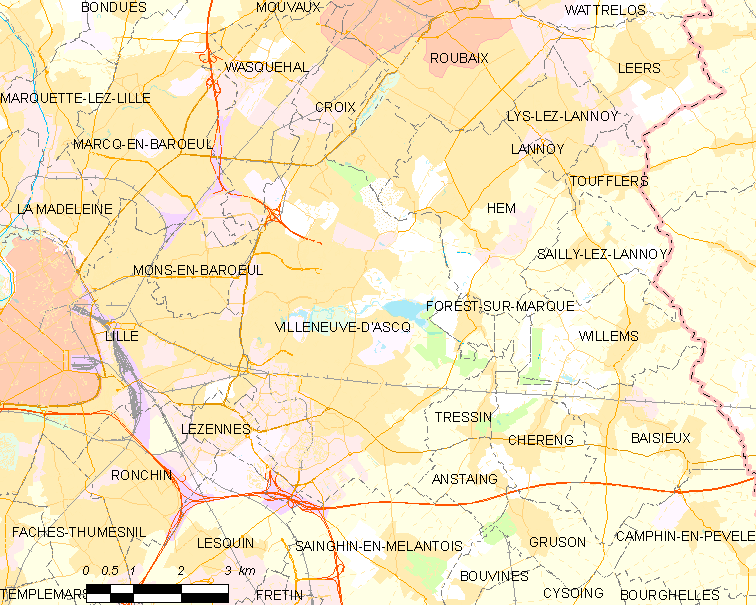
阿斯克新城市镇范围地图

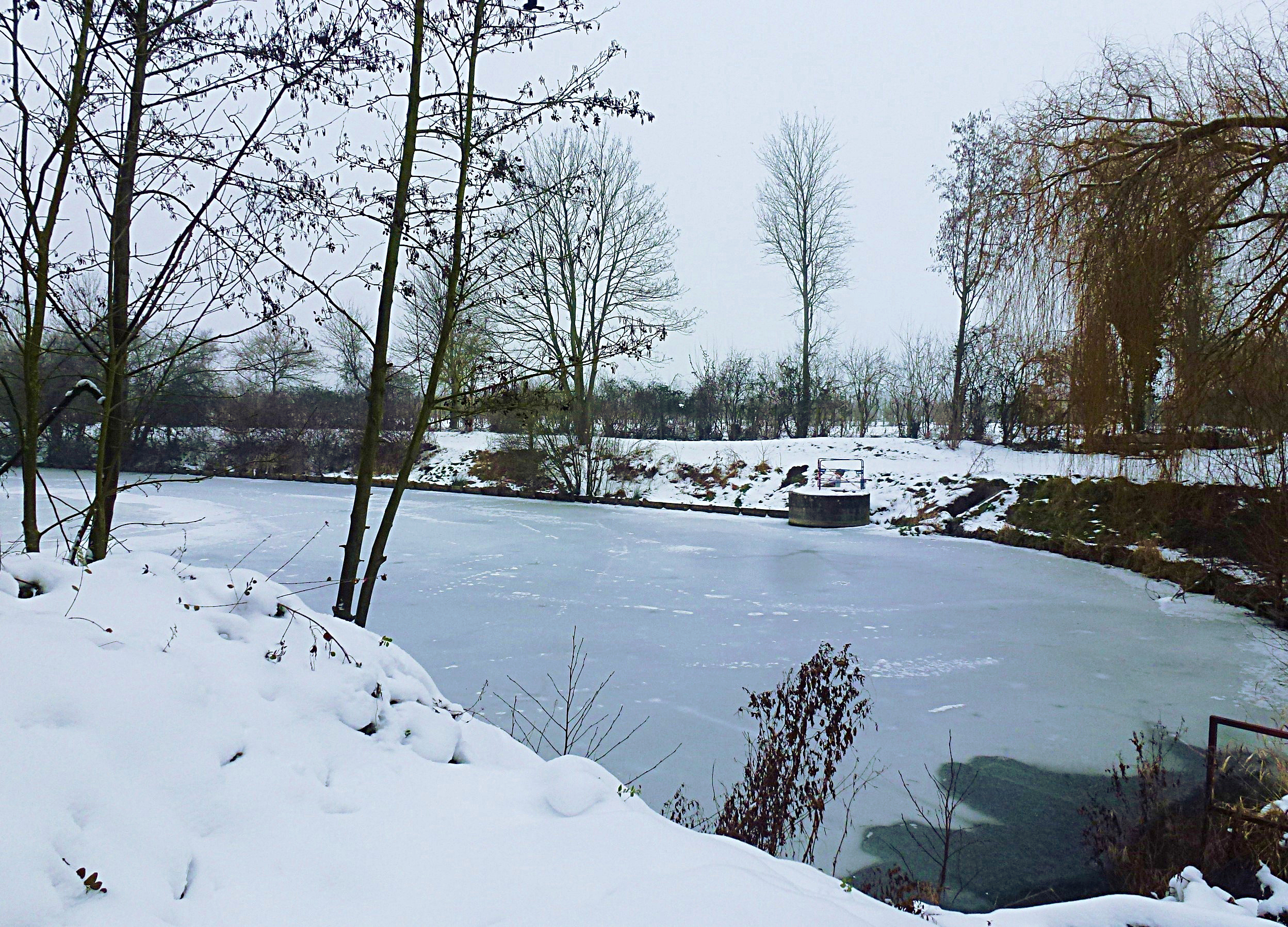
冬季的鹭鸟湖

阿斯克新城位于法国北部，上法兰西大区北部和诺尔省中部，距离省会里尔市区大约4公里。与阿斯克新城接壤的市镇包括：特雷桑、瓦斯卡勒、威廉、昂斯坦、克鲁瓦、马克河畔福雷、埃姆、勒泽讷、里尔、马克昂巴勒尔、蒙斯昂巴勒尔、萨伊莱拉努瓦、梅朗图瓦地区桑甘。

### 地形
阿斯克新城位于法国北部低地平原腹地，境内地势平坦，全境海拔在19到46米之间。

### 水文
阿斯克新城属于利斯河流域，但市镇范围内无天然大型河流，原有的无名小溪在经过人工治理后被开辟为鹭鸟湖、西班牙人湖（Lac des Espagnols）和圣让湖（Parc de Saint-Jean），湖畔建有大型城市绿地。

### 植被
阿斯克新城属于温带落叶林区，市区内的主要绿地公园包括苍鹭公园（Parc du Héron）、西班牙人湖公园（Parc du Lac des Espagnols）等，均常年免费向公众开放。

### 气候
阿斯克新城在柯本气候分类法中属于温带海洋性气候。
距离阿斯克新城最近的气象站位于里尔机场，以下为该气象站的数据：
| 里尔机场1981年－2019年 | 里尔机场1981年－2019年 | 里尔机场1981年－2019年 | 里尔机场1981年－2019年 | 里尔机场1981年－2019年 | 里尔机场1981年－2019年 | 里尔机场1981年－2019年 | 里尔机场1981年－2019年 | 里尔机场1981年－2019年 | 里尔机场1981年－2019年 | 里尔机场1981年－2019年 | 里尔机场1981年－2019年 | 里尔机场1981年－2019年 | 里尔机场1981年－2019年 |
| 月份                   | 1月                    | 2月                    | 3月                    | 4月                    | 5月                    | 6月                    | 7月                    | 8月                    | 9月                    | 10月                   | 11月                   | 12月                   | 全年                   |
| ---------------------- | ---------------------- | ---------------------- | ---------------------- | ---------------------- | ---------------------- | ---------------------- | ---------------------- | ---------------------- | ---------------------- | ---------------------- | ---------------------- | ---------------------- | ---------------------- |
| 历史最高温 °C（°F）    | 15.2 (59.4)            | 19 (66)                | 22.7 (72.9)            | 27.9 (82.2)            | 31.7 (89.1)            | 34.8 (94.6)            | 41.5 (106.7)           | 36.6 (97.9)            | 33.8 (92.8)            | 27.8 (82.0)            | 20.3 (68.5)            | 20 (68)                | 41.5 (106.7)           |
| 平均高温 °C（°F）      | 6 (43)                 | 6.9 (44.4)             | 10.6 (51.1)            | 14.1 (57.4)            | 17.9 (64.2)            | 20.6 (69.1)            | 23.3 (73.9)            | 23.3 (73.9)            | 19.7 (67.5)            | 15.2 (59.4)            | 9.8 (49.6)             | 6.4 (43.5)             | 14.5 (58.1)            |
| 日均气温 °C（°F）      | 3.6 (38.5)             | 4.1 (39.4)             | 7.1 (44.8)             | 9.7 (49.5)             | 13.4 (56.1)            | 16.2 (61.2)            | 18.6 (65.5)            | 18.4 (65.1)            | 15.4 (59.7)            | 11.6 (52.9)            | 7.1 (44.8)             | 4.2 (39.6)             | 10.8 (51.4)            |
| 平均低温 °C（°F）      | 1.2 (34.2)             | 1.3 (34.3)             | 3.6 (38.5)             | 5.4 (41.7)             | 8.9 (48.0)             | 11.7 (53.1)            | 13.8 (56.8)            | 13.6 (56.5)            | 11.2 (52.2)            | 8.1 (46.6)             | 4.4 (39.9)             | 1.9 (35.4)             | 7.1 (44.8)             |
| 历史最低温 °C（°F）    | −19.5 (−3.1)           | −17.8 (0.0)            | −10.5 (13.1)           | −4.7 (23.5)            | −2.3 (27.9)            | 0 (32)                 | 3.4 (38.1)             | 3.9 (39.0)             | 1 (34)                 | −4.4 (24.1)            | −7.8 (18.0)            | −17.3 (0.9)            | −19.5 (−3.1)           |
| 平均降水量 mm（）      | 60.5 (2.38)            | 47.4 (1.87)            | 58.3 (2.30)            | 50.7 (2.00)            | 64 (2.5)               | 64.6 (2.54)            | 68.5 (2.70)            | 62.8 (2.47)            | 61.6 (2.43)            | 66.2 (2.61)            | 70.1 (2.76)            | 67.8 (2.67)            | 742.5 (29.23)          |
| 月均日照時數           | 65.5                   | 70.7                   | 121.1                  | 172.2                  | 193.9                  | 206                    | 211.3                  | 199.5                  | 151.9                  | 114.4                  | 61.4                   | 49.6                   | 1,617.5                |
| 来源：infoclimat.fr    |                        |                        |                        |                        |                        |                        |                        |                        |                        |                        |                        |                        |                        |

## 行政区划
阿斯克新城是法国上法兰西大区诺尔省的一个市镇，编号为59009。阿斯克新城隶属于里尔区，隶属于诺尔省第二选区，管理阿斯克新城县，同时也是里尔欧洲都会区的组成部分。
阿斯克新城市镇被划为7个街区，并实行街区自治制度。
法国国家统计与经济研究所（简称）在进行数据统计时，将阿斯克新城及相邻的另外59个市镇设为里尔城市核心区，并将包括核心区在内的周边共125个市镇划为里尔城市区。自2020年起，阿斯克新城城市区被包含201个市镇的里尔城市辐射区代替。同时，还将阿斯克新城市镇分为了31个“块区”（IRIS），以便于统计人口分布情况。

## 交通

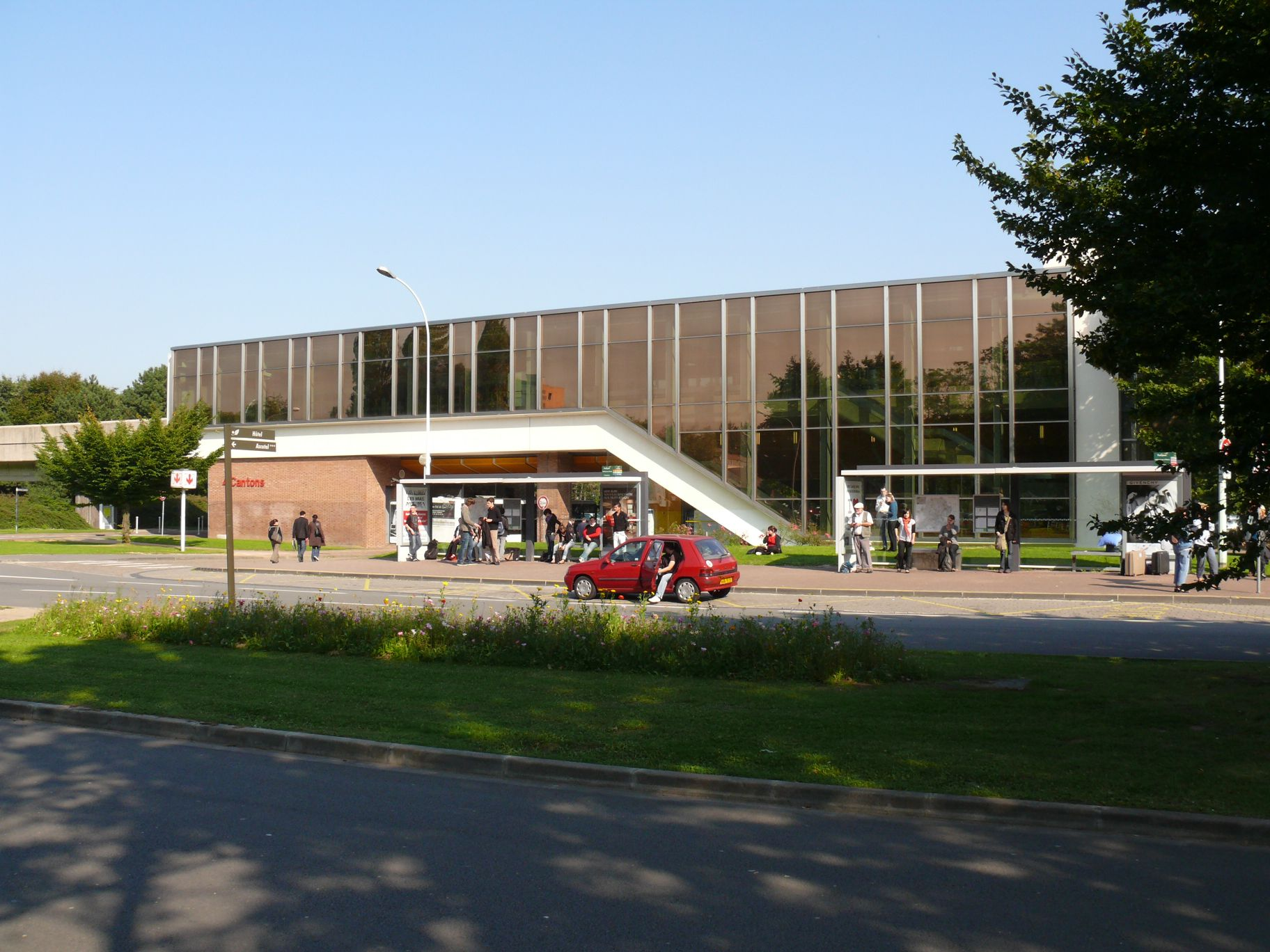
里尔地铁卡特尔康通-皮埃尔·莫鲁瓦球场站

### 公路
法国国道N227线和多条诺尔省省道在阿斯克新城交汇，境内大部分街道为城市道路。
2017年，70.6%的阿斯克新城家庭拥有至少一辆的私人汽车。2019年，阿斯克新城境内共发生各类交通事故29起，造成3人遇难，42人受伤。

### 铁路
阿斯克新城位于里尔－拜雪铁路上，该铁路在阿斯克新城境内设有三个铁路车站：蓬德布瓦站、阿纳普站和阿斯克站，停靠往返于里尔和图尔奈一线的区域列车。

### 航空
距离阿斯克新城最近的民用航空站为里尔机场，距离阿斯克新城市中心的公路里程约6公里。

### 城市公共交通
阿斯克新城是里尔都会公共交通（商业名称为）的服务范围，后者是里尔欧洲都会区的城市公共交通系统。截至2021年3月，该系统共包括2条地铁、2条有轨电车线路和数十条公交线路，其中里尔地铁1号线、2号线、有轨电车鲁贝线和公交L6线、C03线、C9线、13路、18路、32路、34路、66路阿斯克新城市镇范围内。

## 政治

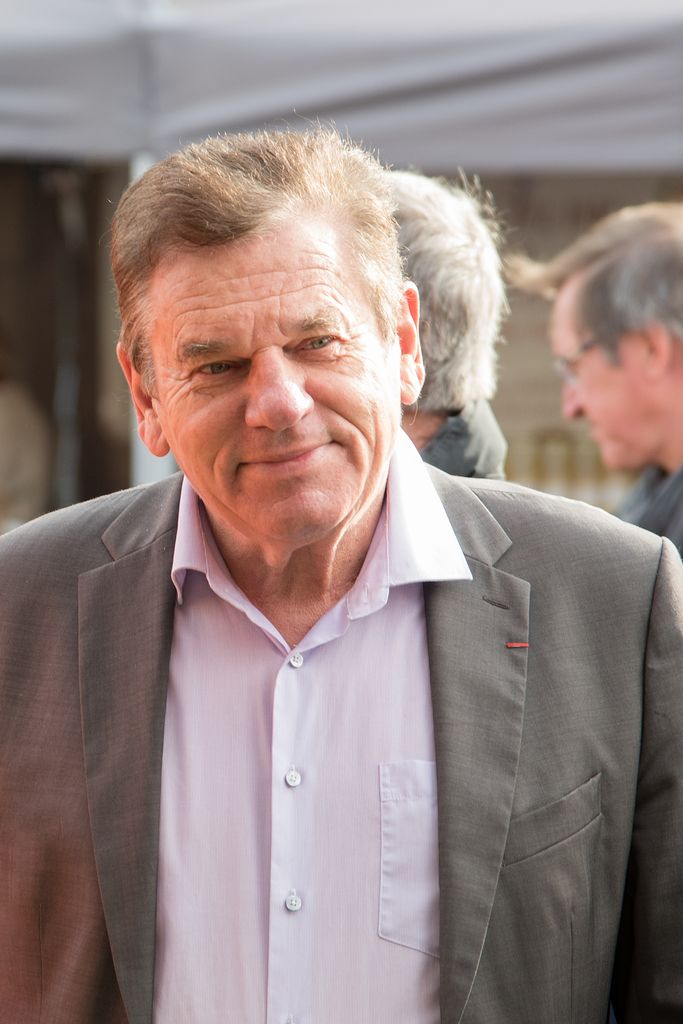
现任阿斯克新城市长热拉尔·科德龙

阿斯克新城的现任市长为热拉尔·科德龙先生，他是一名左翼无党派人士，在2020年的市政选举中获得了51.09%的支持率。
在2017年的法国总统大选中，法国第25任总统埃马纽埃尔·马克龙在阿斯克新城获得了76.24%的支持率。
| 阿斯克新城历届市长 |                      |                   |
| 任期               | 市长                 | 党派              |
| 1970年－1977年     | 让·德马雷            | DVD右翼无党派人士 |
| 1977年－2001年     | 热拉尔·科德龙        | PS社会党          |
| 2001年－2008年     | 让-米歇尔·斯蒂沃纳尔 | PS社会党          |
| 2008年－           | 热拉尔·科德龙        | DVG左翼无党派人士 |

## 人口
2018年，阿斯克新城市镇人口数量为62,727，在法国排名第90位。其中男性30,762人，女性32,646人，75岁及以上人口占4.4%，外籍人口数量为19,312人，人口密度为2,284人/平方公里，当地居民被称为（男性）或（女性）。2019年，阿斯克新城境内出生758人，死亡人口362人。
| 年份   | 1936  | 1946  | 1954  | 1962  | 1968   | 1975   | 1982   | 1990   | 1999   | 2006   | 2011   | 2016   | 2018   |
| ------ | ----- | ----- | ----- | ----- | ------ | ------ | ------ | ------ | ------ | ------ | ------ | ------ | ------ |
| 人口數 | 3,350 | 3,553 | 3,751 | 5,373 | 11,618 | 36,769 | 59,527 | 65,320 | 65,042 | 61,151 | 62,681 | 62,358 | 62,727 |

## 经济
阿斯克新城是法国北部重要的经济中心，欧尚、迪卡侬、Leroy Merlin、Cofidis、Nocibé及Monabanq等跨国企业的总部设于阿斯克新城。
截至2021年3月，当地共有各类用人单位9,349家，平均历史为13年，其中95.31%为中小型企业（PME）。欧尚超市、迪卡侬及欧尚能源是当地2019年营业额最高的三个企业，分别为12,351,000,000欧元、3,146,023,357欧元和2,186,765,470欧元。

## 财政收入
2019年，阿斯克新城的财政收入总额为98,754,900欧元，财政支出总额为91,623,100欧元，当年的债务总额为38,195,000欧元。
2015年，阿斯克新城的人均月收入总额为2,653欧元，其中高级职员为4,251欧元，中级职员为2,550欧元，普通职员为1,888欧元。
2017年，阿斯克新城境内的青壮年（15至64岁）失业率为18.2%，当地46.6%的家庭拥有纳税资格。

## 社会事务

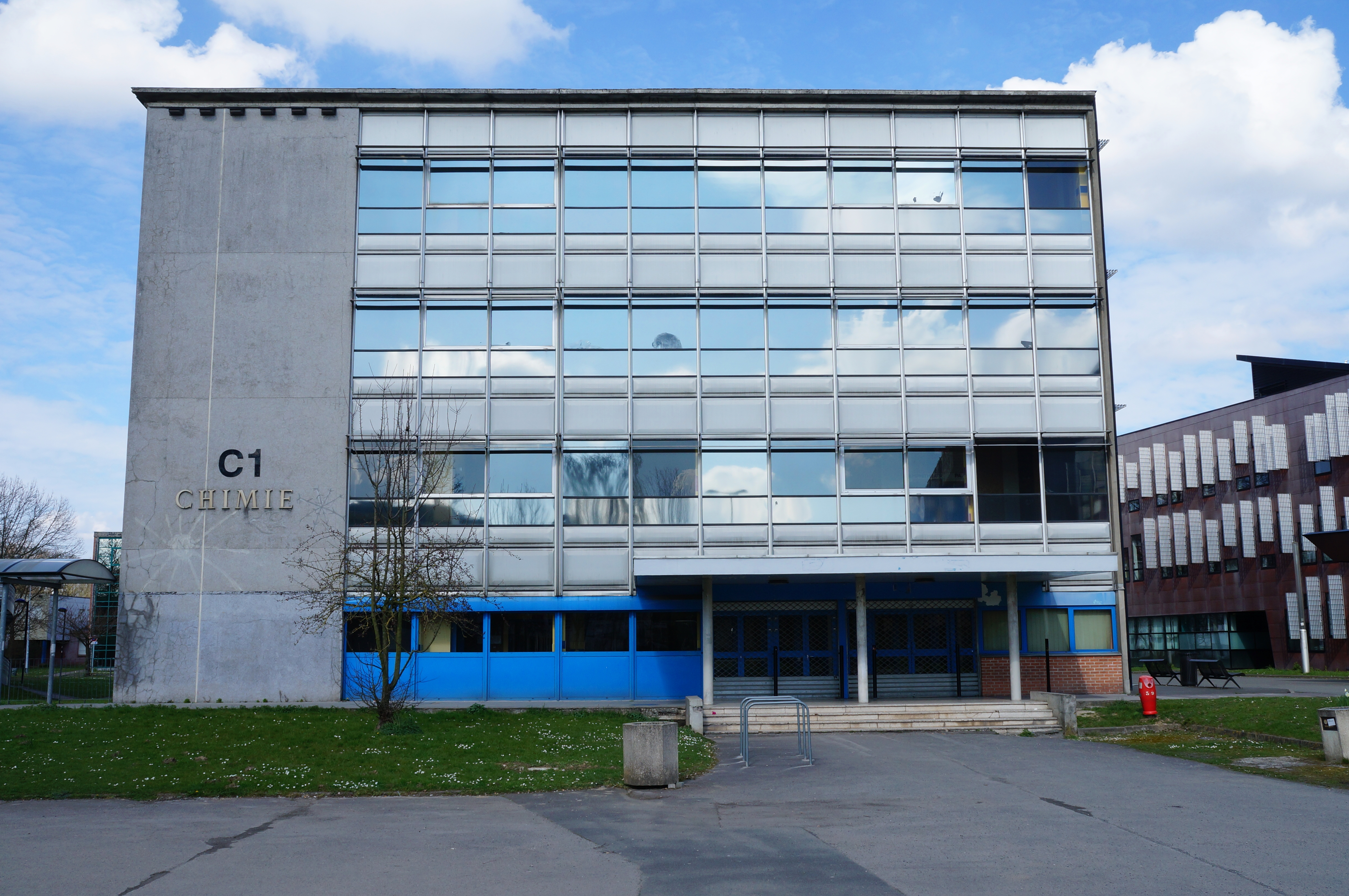
里尔大学化学院（位于阿斯克新城）

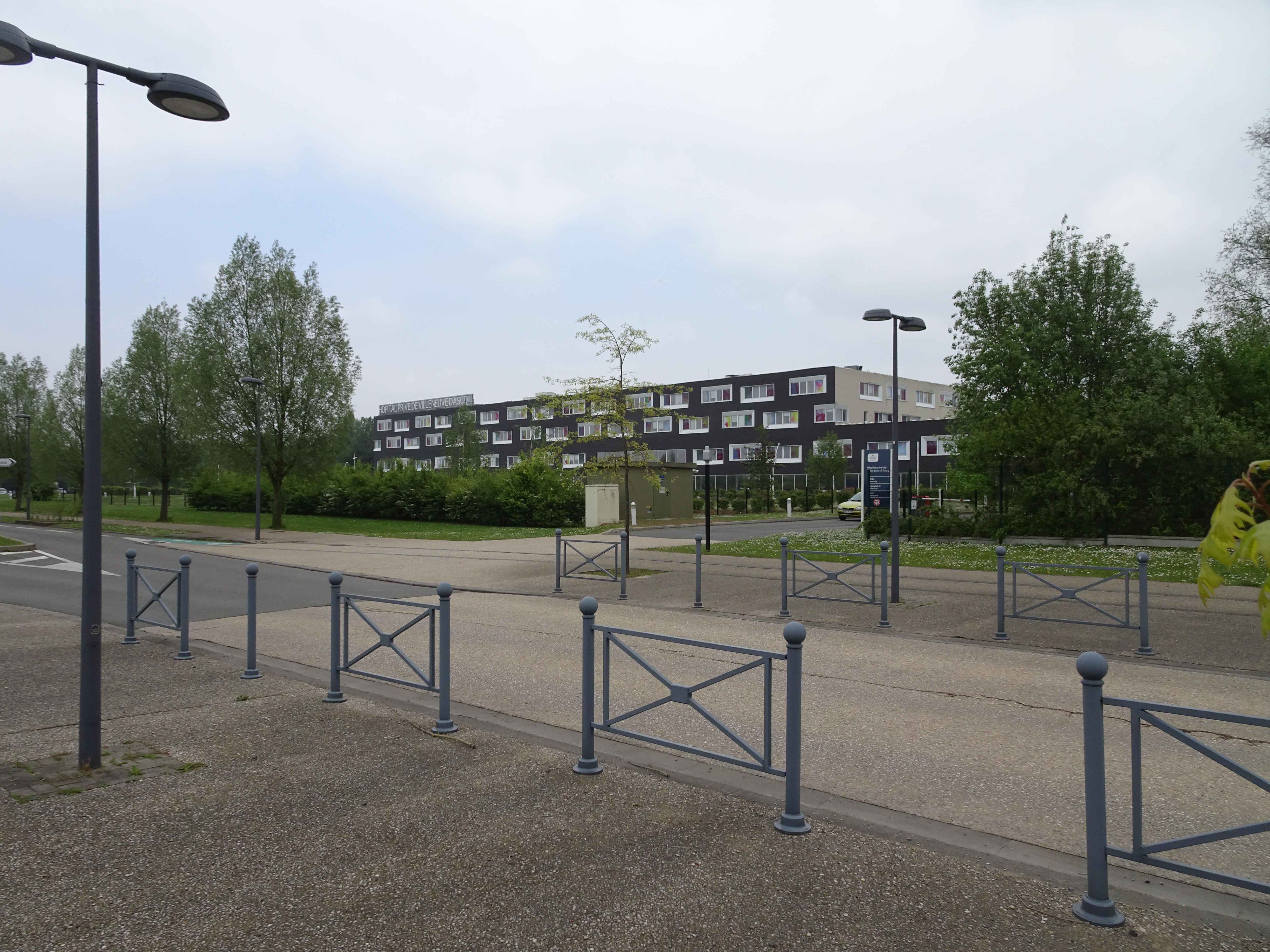
阿斯克新城私立医院

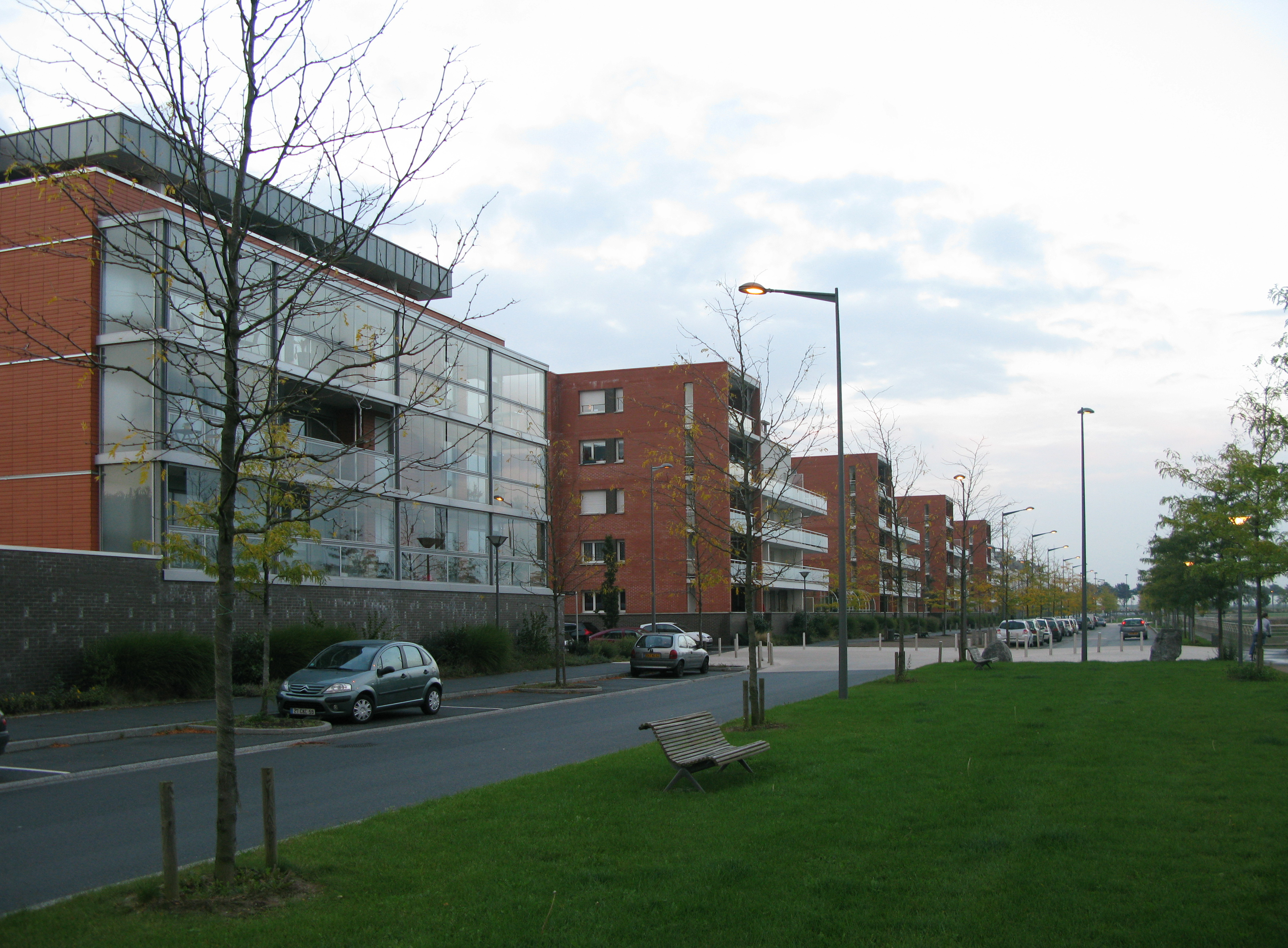
阿斯克新城境内的一处现代居民建筑

### 教育
阿斯克新城属于里尔学区。截止2019年1月1日，阿斯克新城境内共有19所幼儿园、29所小学、7所初级中学、3所普通高中和1所职业高中。2018至2019学年度，阿斯克新城境内共有在校中等教育阶段学生6,205名。
在高等教育方面，阿斯克新城是法国北部重要的科教城市，被称为“绿色科技谷”（la technopole verte），里尔中央理工学院、国立高等里尔-杜埃矿业电信学校、法國國家科學研究中心里尔分院以及里尔大学的部分学院设于阿斯克新城境内。

### 医疗
截止2019年1月1日，阿斯克新城境内共有全科医生64名、保健师115名、牙医49名、护士82名、耳科医生4名、眼科医生4名、皮肤科医生1名、助产士15名、儿科医生8名和妇科医生19名。境内共有药房20家、养老院4家、残疾人帮扶中心10家。
阿斯克新城是里尔大学大区中心医院的服务范围，后者是法国的一个大学教学医院，下属10个病区，共设有床位2,934个，是当地规模最大的公立综合性医院。
阿斯克新城私立医院（Hôpital privé Villeneuve d'Ascq）是当地的一家综合性私立医院，2018年累计接待病人数量超过3万。

### 住房
2017年，阿斯克新城境内共有各类住房28,092套，其中42.8%为独立式居民区，54.5%为集中式居民区。常住房屋占阿斯克新城市镇范围内居民建筑总量的93.7%。
在住房保障政策方面，2017年，阿斯克新城境内共有10,913户家庭获得了住房经济补助，受益人数占总人口数量的17.2%，其中10,671份为房租补助。

### 商业
2019年，阿斯克新城境内共有各类实体商铺1,222家，其中餐厅309家、大型超市16家、杂货店14家、面包房28家、肉铺20家、书店7家、装饰品店8家、银行门店32家、美容美发店49家、汽车维修店43家。
阿斯克新城因其境内的V2商业中心而闻名，后者建成于1977年，是一个大型开放式商业街区，有大型商场、餐厅、影院、健身等多个类型的商铺。

### 体育
2019年，阿斯克新城境内共有2家游泳池、21间体育馆、3座综合体育场、40处网球场、3处马术场、21处足球或橄榄球场、9处篮球或排球场以及2处高尔夫球场。
里尔足球俱乐部的主场皮埃尔·莫鲁瓦球场位于阿斯克新城境内，可同时容纳超过4万名观众。除此之外，截至2021年3月，阿斯克新城境内共有10家注册足球俱乐部，其中阿斯克体育联盟（U.S. Ascq）是当地主要的地方足球队，成立于1929年，2020至2021赛季参加上法兰西大区足球联赛。

### 环境
阿斯克新城的环境事务由其所属的公共社区负责。2019年，阿斯克新城境内共有3家污染企业。

### 治安
2019年，阿斯克新城市镇范围内共有2处派出所。
2014年，阿斯克新城及附近地区共发生各类案件51,407起，其中盗窃类案件34,037起，经济类案件3,945起，毒品交易类案件2,932起。

## 文化
2019年，阿斯克新城境内共有2家剧场、3家电影院和1家博物馆。阿斯克新城市政府提供多媒体中心，向公众全年开放。

### 建筑
阿斯克新城境内有多处历史建筑，其中阿纳普圣塞巴斯蒂安教堂、弗莱堡圣伯多禄教堂等为法国国家文物保护单位，除此之外，当地的大部分建筑建于20世纪60年代以后。

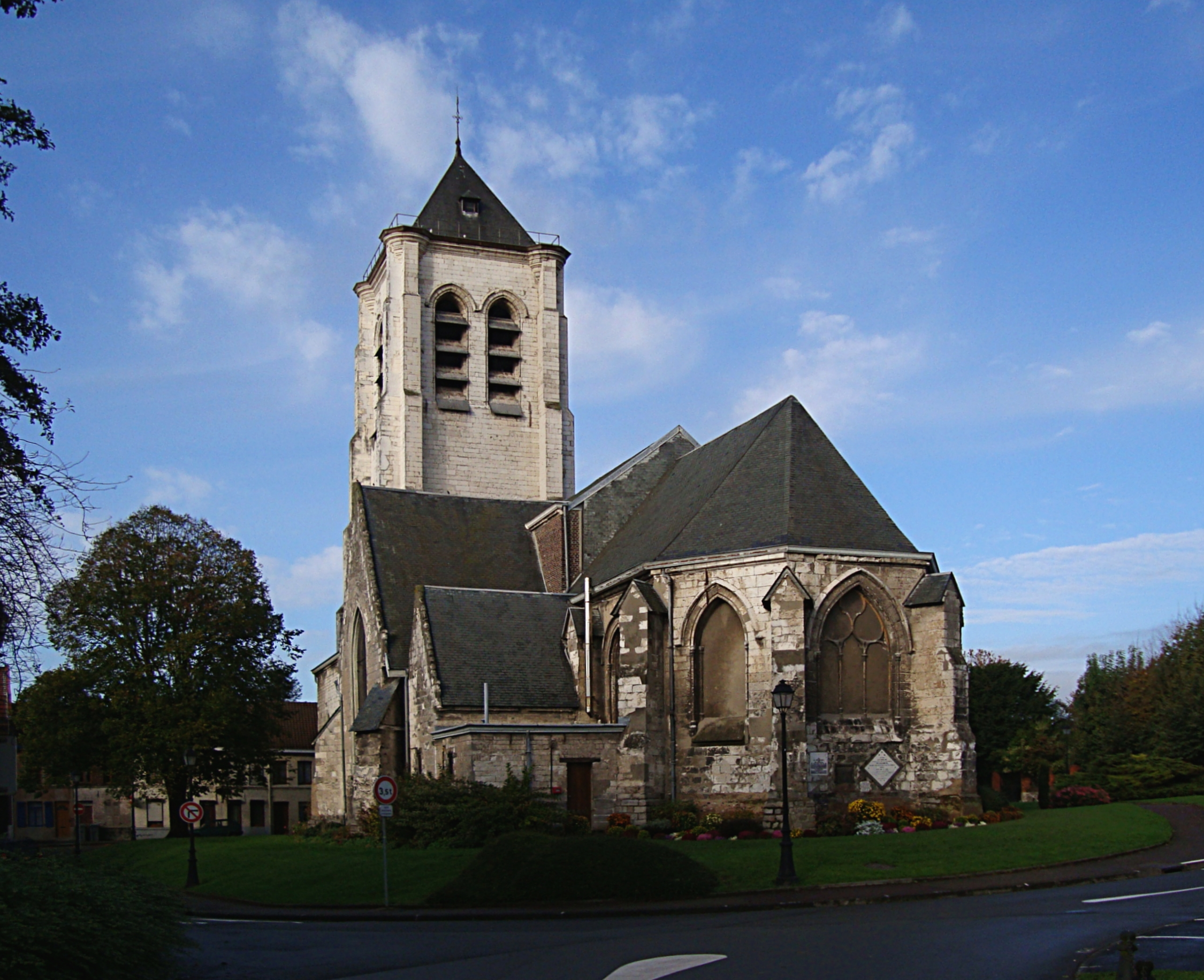
、弗莱堡圣伯多禄教堂（法语：Église Saint-Pierre de Flers-Bourg）
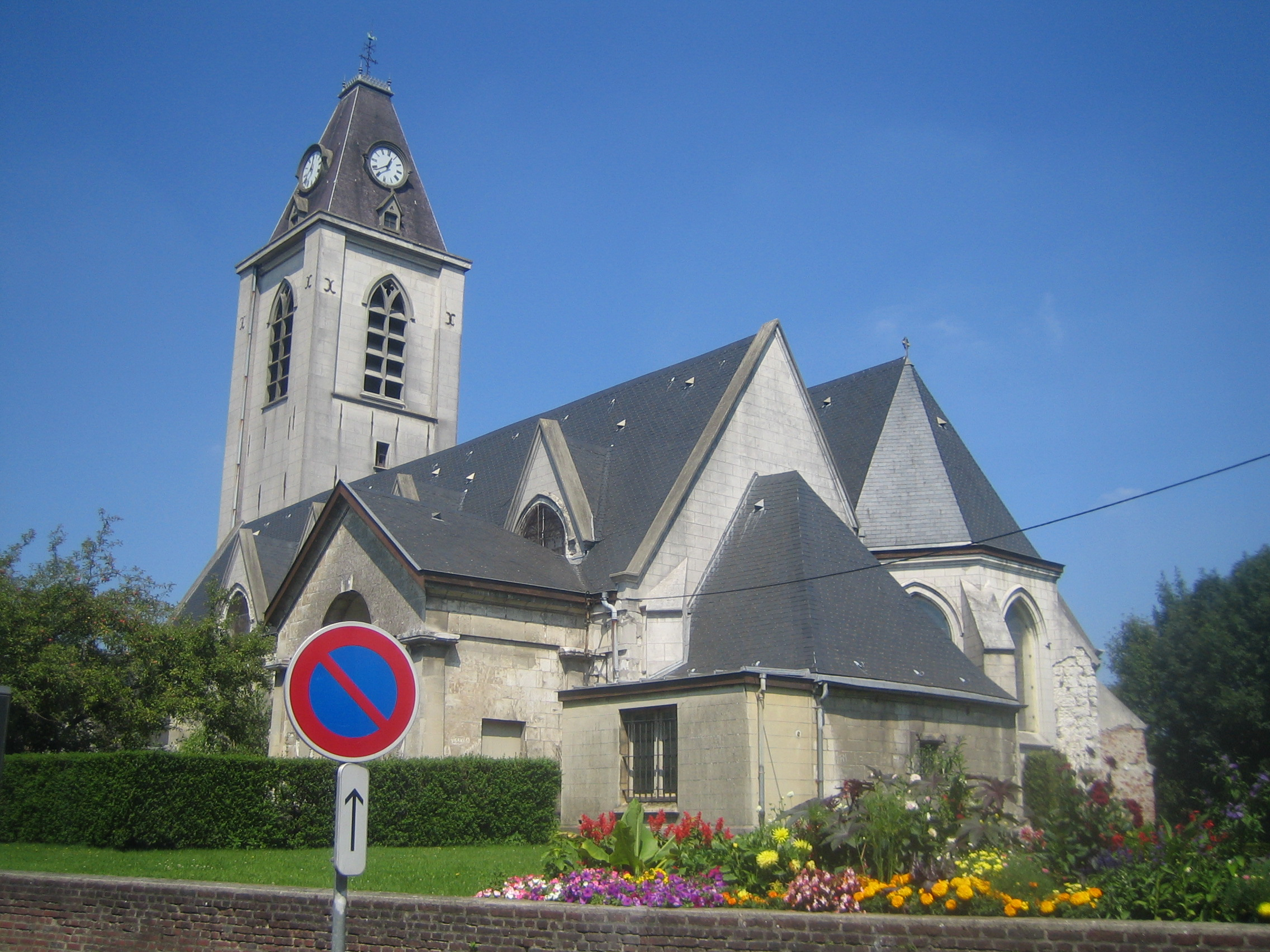
阿纳普圣塞巴斯蒂安教堂（法语：Église Saint-Sébastien d'Annappes）
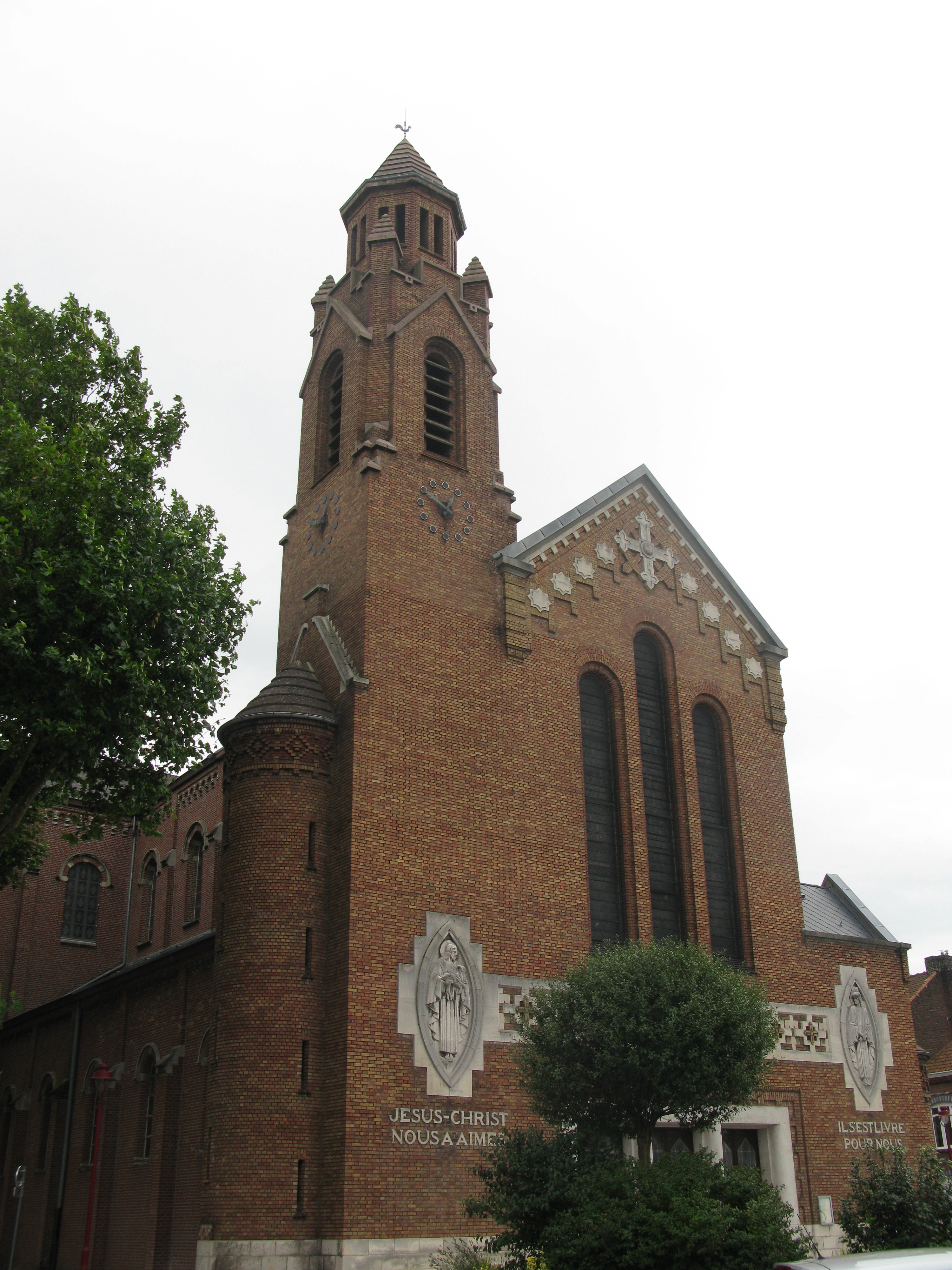
勒萨尔圣心教堂（法语：Église du Sacré-Cœur du Sart）
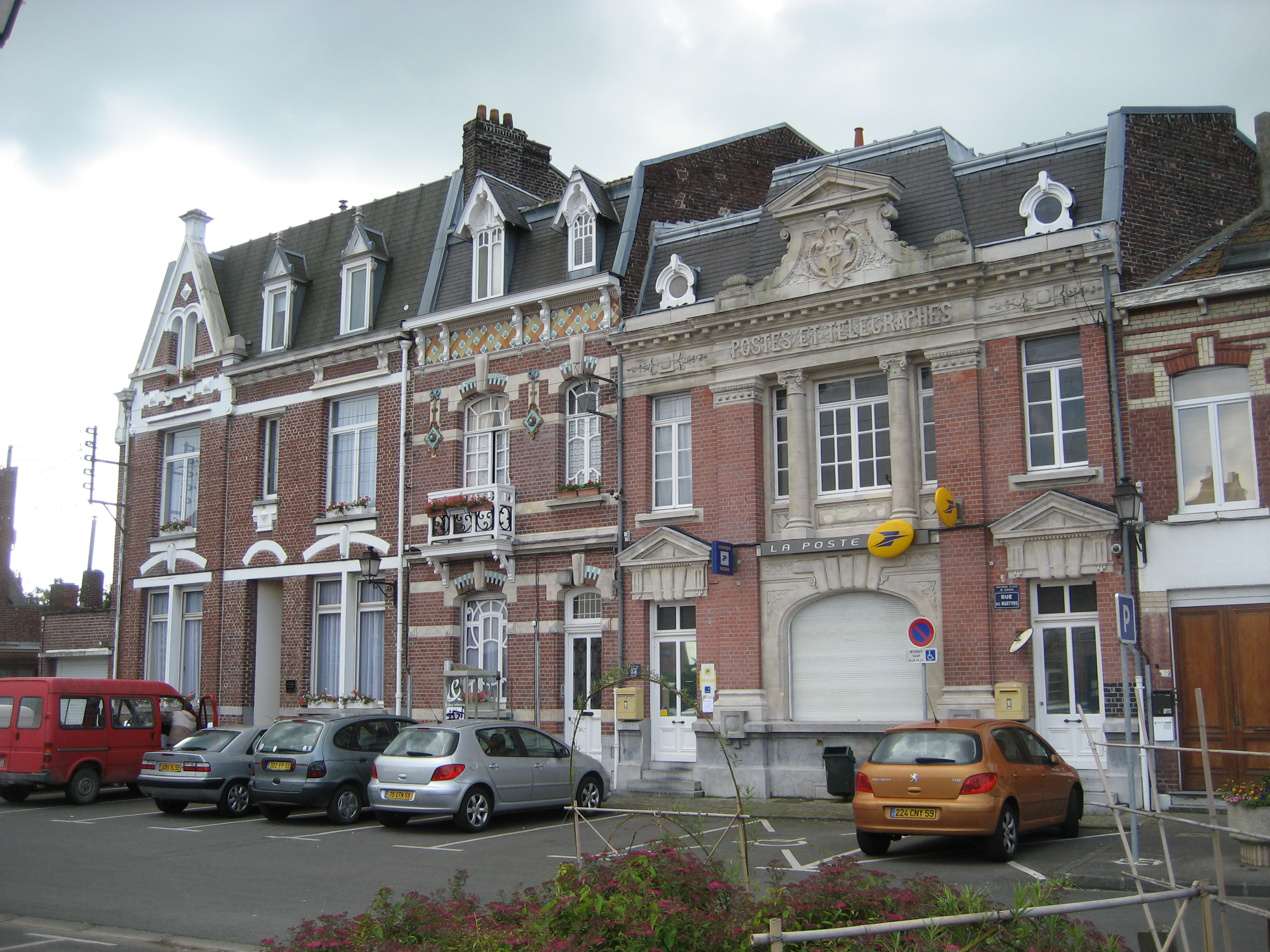
阿斯克邮局大楼
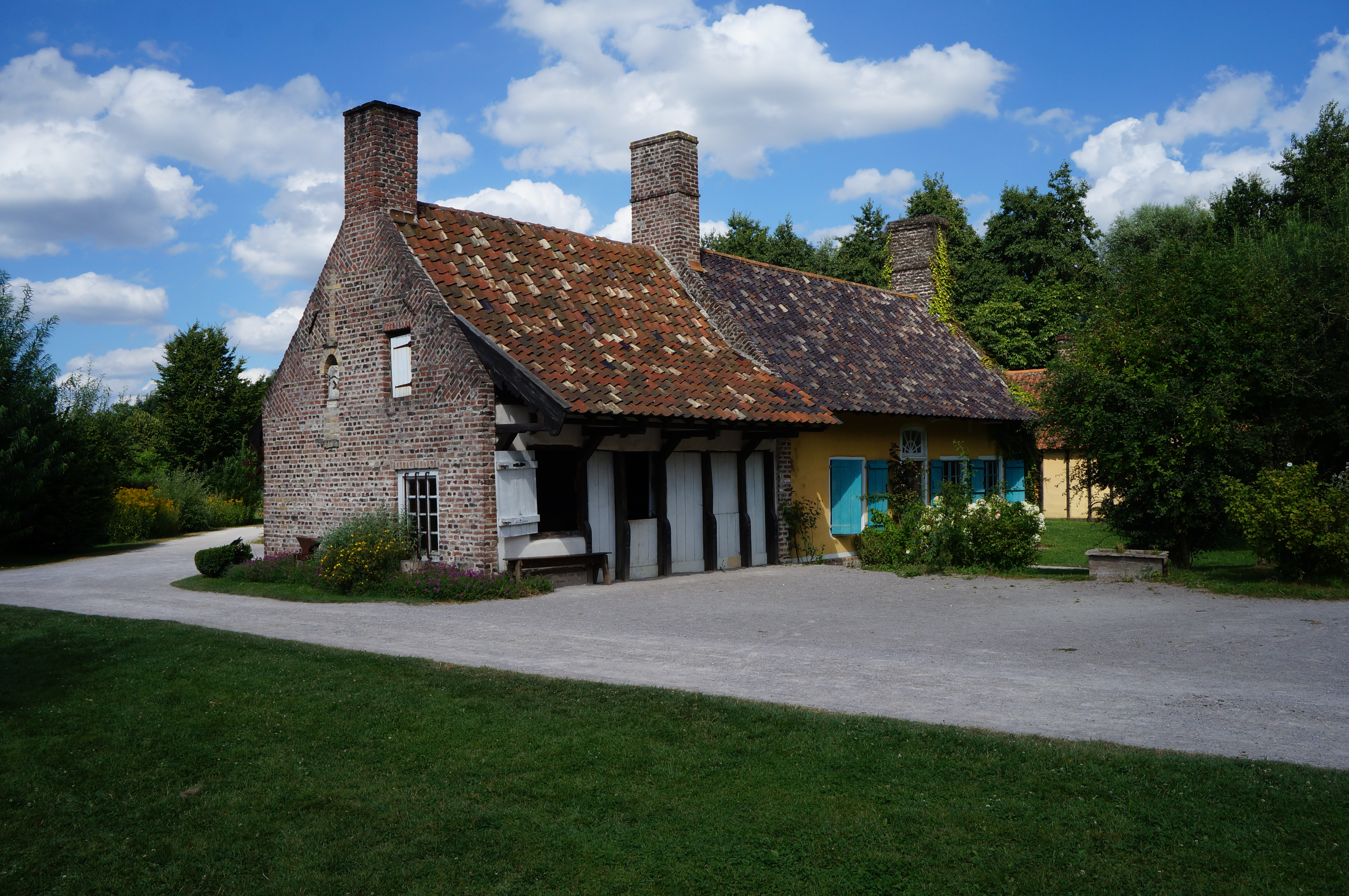
旷野博物馆
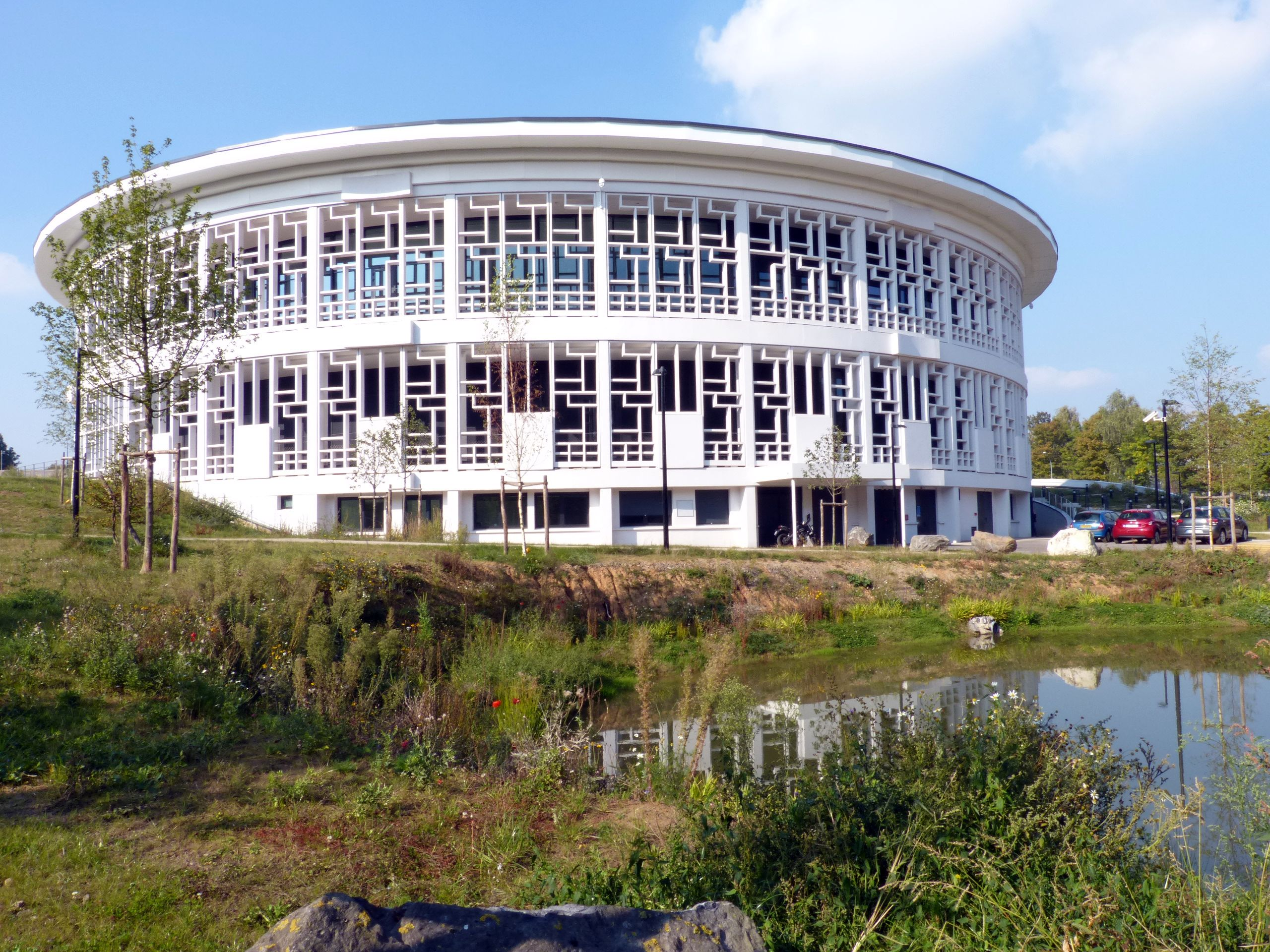
科技园建筑

### 旅游
阿斯克新城的旅游事务由其所属的公共社区负责。2020年，阿斯克新城境内共有10家宾馆共计763间房间。

### 媒体
法国主要的媒体均可在阿斯克新城接收，法国电视三台下属的上法兰西大区频道在部分时段播出阿斯克新城所属区域的地方新闻。

## 相关人物
法国数学家让-路易·奥瓦埃尔、赛车手格雷瓜尔·德穆斯捷和足球运动员加埃唐·米西·梅祖出生于阿斯克新城。

## 友好城市
截至2021年3月，阿斯克新城共与八座城市互为友好城市关系：

| - 英国 斯特灵 （1984年） - 留尼汪 拉波塞雄 （1992年） - 比利时 图尔奈 （1994年） - 希腊 哈伊扎里（2001年） | - 德国 勒沃库森 （2001年） - 羅馬尼亞 雅西 （2006年） - 维达 （2006年） - 波蘭 拉齐布日 （2007年） |